# Journal of Research of the National Institute of Standards and Technology
Le Journal of Research of the National Institute of Standards and Technology, aussi connu sous le nom Journal of Research of the NIST et auparavant Journal of Research of the National Institute of Standards est la publication phare du  National Institute of Standards and Technology. Il  est publié sous divers titres et formes depuis 1904. 

## Histoire
Au début, le journal était composé d'articles scientifiques publiés dans le Bulletin of the Bureau of Standards. En 1928, les articles scientifiques et technologiques de l'Institut sont regroupés dans une nouvelle publication appelée Bureau of Standards Journal of Research. À partir de 1959, il comportait sections distinctes, A, B, C et D. La section A couvrait la recherche physique et chimique, la section B les études en mathématiques et en physique mathématique, la section C l'ingénierie et l'instrumentation, et la section D la recherche en propagation radio, en communications et en physique atmosphérique. En 1977, les sections A et B ont été combinées et publiées sous le nom de Journal of Research of the National Bureau of Standards. En août 1988, National Bureau of Standards devient le National Institute of Standards and Technology, et la revue est  rebaptisée Journal of Research of the National Institute of Standards and Technology. En 2012, le Journal of Research of NIST est passé à la publication uniquement électronique. La section C a cessé d'exister, la section D (appelée Radio Propagation, 1959-1963 puis Radio Science 1964-1965) est continuée en tant que périodique Radio Science (en). 

## Description
Le Journal of Research of NIST publie des articles dans 4 catégories : les logiciels, les ensembles de données (« dataset »), des tutoriels et de notes sur le transfert de technologie, et également des articles de recherche évalués par des pairs. Les articles sont indexés par les principaux services d'indexation, y compris Web of Science et Scopus, aussi Zentralblatt MATH. Le journal sert de support permettant aux scientifiques du NIST de rendre compte de leurs recherches en métrologie et dans les domaines connexes des sciences physiques. La publication est en libre accès et tous les articles qui y sont publiés sont disponibles gratuitement et ne sont pas soumis au droit d'auteur aux États-Unis. Les articles sont regroupés en volumes annuels : le volume de l'année 2019 porte le numéro 124
Le rédacteur en chef est, en 2020, Ron B. Goldfarb (en).